# 南長義
南 長義（みなみ ながよし）は、戦国時代の陸奥国の武将。南部氏の家臣。

## 略歴
南部政康の三男（南部安信の子の説もある）として明応6年（1497年）に生まれる。長兄に南部安信、次兄に石川高信、弟に石亀信房と毛馬内秀範がいる。
大永4年（1524年）、津軽地方の三代主水が反乱を起こした後、浅水城主となった。
その後も軍功を立てて3500石を拝領し、南部晴継死後の相続会議にも参加するほどの南部家の重臣となった。
自身の屋敷が三戸城の南にあったことから「南殿」と呼ばれ、そのまま苗字にした。以後、南氏は100年以上にわたって南部氏に仕え続けた。